# Questa volta parliamo di uomini
Pour plus de détails, voir Fiche technique et Distribution.
Questa volta parliamo di uomini, parfois traduit Maintenant, parlons des hommes ou Cette fois-ci, parlons des hommes est une comédie italienne en quatre sketches réalisée par Lina Wertmüller et sortie en 1965.
Le film se veut une réponse à Parlons femmes (Se permettete parliamo di donne) qu'Ettore Scola a réalisé l'année précédente.

## Synopsis
Dans un immeuble d'habitation, un homme (joué par Nino Manfredi, le protagoniste masculin de tous les épisodes du film) prend une douche. Soudain, il est contraint de sortir de la baignoire lorsque l'eau s'arrête inexplicablement de couler. En ayant encore du savon dans les yeux, il sort sans s'en rendre compte sur le palier de son appartement, quand un coup de vent fait claquer la porte derrière lui, le laissant complètement nu dans l'escalier. Ses mésaventures sont le fil conducteur des quatre épisodes du film :
Un uomo d'onore
Federico, un industriel au bord de la faillite encourage sa femme Manuela, déjà kleptomane, à continuer à voler pour maintenir leur niveau de vie ;
Il lanciatore di coltelli
Un artiste de cirque, assez âgé et malvoyant, s'entraîne en utilisant sa femme comme cible. Son corps porte les traces des multiples erreurs de son mari ;
Un uomo superiore
Raffaele, un professeur d'université, organise un jeu de rôle sexuel avec sa femme Lilly où elle fait semblant de le tuer ;
Un brav'uomo
Un ouvrier de la Valle Latina ne fait rien de la journée à part boire avec ses amis et dire du mal de sa femme qui, elle, se tue au travail de l'aube au crépuscule.

## Fiche technique
- Titre original italien : Questa volta parliamo di uomini[2] (litt. « Cette fois-ci, parlons des hommes »)
- Réalisation : Lina Wertmüller
- Scénario : Lina Wertmüller
- Photographie : Ennio Guarnieri
- Montage : Ruggero Mastroianni
- Musique : Luis Enríquez Bacalov
- Décors : Ferdinando Giovannoni, Giorgio Hermann, Paolo Tommasi
- Producteur : Pietro Notarianni
- Société de production : Archimede Film, Crono Film
- Société de distribution : Titanus (Italie)
- Pays de production :  Italie
- Langue de tournage : italien
- Format : Noir et blanc - 1,85:1 - Son mono - 35 mm
- Durée : 91 minutes (1h31)
- Genre : Comédie à l'italienne
- Dates de sortie :
  - Italie : 17 mars 1965

## Distribution
- Nino Manfredi : Federico, l'industriel / le lanceur de couteaux / Raffaele, l'homme supérieur / l'agriculteur.
- Luciana Paluzzi : Manuela, épouse de l'industriel
- Patrizia De Clara : femme de fermier.
- Margaret Lee : Lilly, épouse de l'homme supérieur
- Milena Vukotic : Saturnia, épouse du lanceur de couteaux
- Sergio Ferranino : ami du fermier
- Giulio Coltellacci : L'homme qui demande son chemin
- Alfredo Bianchini : Rolando
- Stefano Satta Flores : don Fulgenzio
- Salvatore Billa

## Accueil critique
Le film est qualifié de « satire caustique de la masculinité italienne » et du seul film véritablement féministe de Wertmüller,. D'autres ont décrit le film comme une « farce populiste basée sur un féminisme ostentatoire mais insipide ».